# Conger esculentus
Conger esculentus — вид вугроподібних риб родини Конгерові (Congridae). Це тропічний і субтропічний морський вугор, який мешкає у західній центральній частині Атлантичного океану, в тому числі біля берегів Куби, Ямайки і по всьому північному узбережжі Південної Америки. Мешкає на глибинах 120—400 метрів і веде донний спосіб життя, населяє коралові рифи і скелясті райони. Самці можуть досягати максимальної загальної довжини 160 сантиметрів, але частіше досягають 90 сантиметрів. Харчується переважно рибою.